# Tomasz Makowski (Bibliothekar)

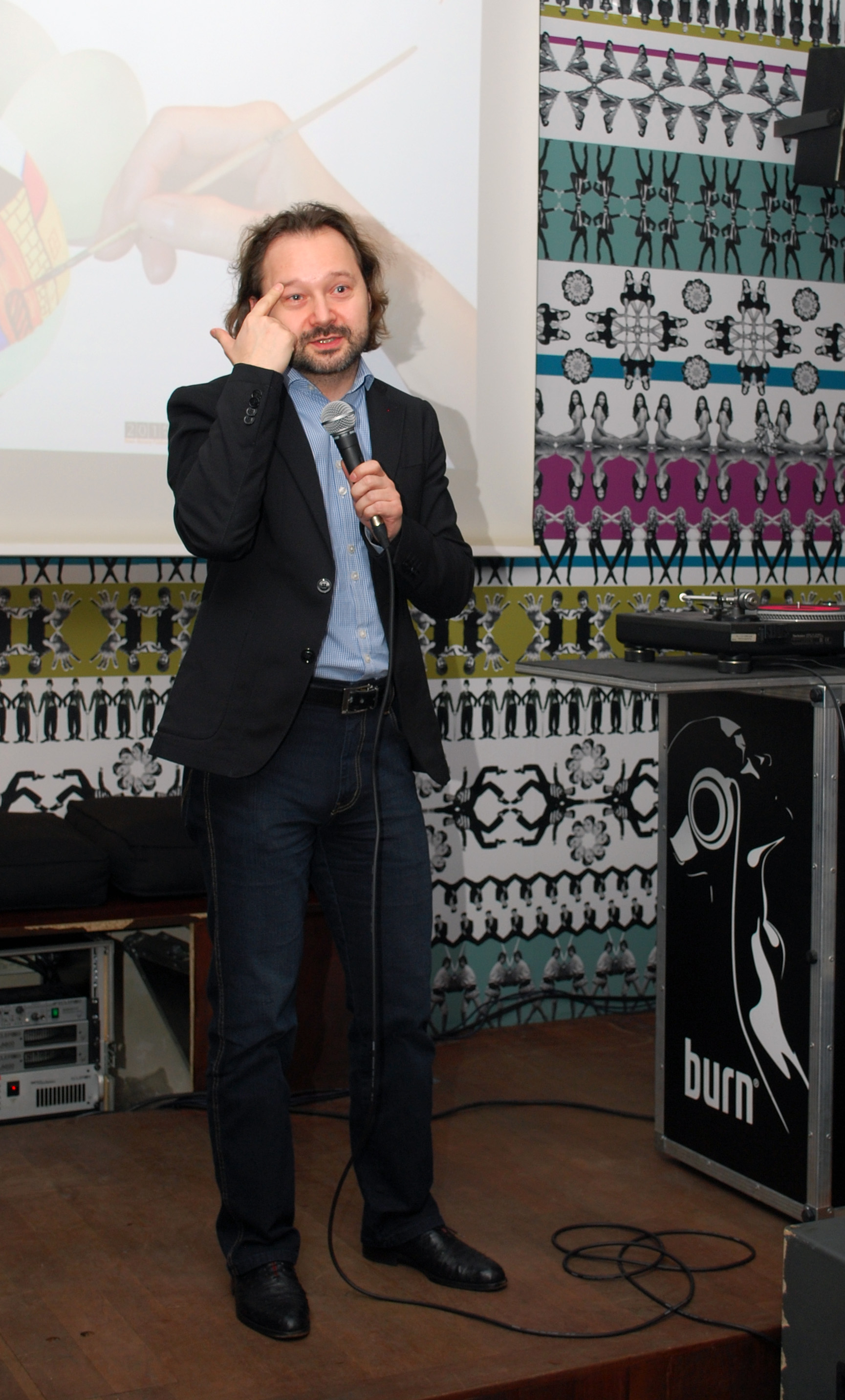
Tomasz Makowski

Tomasz Artur Makowski (IPA [ˈtɔmaʃ ˈartur maˈkɔfsci], * 1970) ist ein polnischer Bibliothekar, Generaldirektor der polnischen Nationalbibliothek in Warschau, Leiter des Staatlichen Bibliotheksrats und Vorsitzender des Komitee für Nationalen Bibliotheksbestand bei dem Minister für Kultur und Nationalerbe.

## Biographie
Seit 1994 arbeitet Makowski in der polnischen Nationalbibliothek in Warschau. Bevor er die Generaldirektorstelle antrat, war er als Stellvertreter des Generaldirektors und als Forschungsdirektor tätig, ebenfalls war er Leiter der Spezialsammlungen.
Er ist Mitglied der European Library, des Nationalkomitees des UNESCO-Weltdokumentenerbe, des Archivrates bei der Generaldirektion der Staatsarchive, des Programmrates des Buch-Instituts, des Programmrates des Fryderyk-Chopin-Instituts, des Herausgeberausschusses „Polish Libraries“, des Rats des Nationalmuseums in Krakau, des Rats des Literaturmuseums und des Museumsrats der Łazienki. Im 2005 war er Kurator der Ausstellung zum Thema Zamoyski-Bibliothek. Er ist Juniorprofessor an der Kardinal-Stefan-Wyszyński-Universität Warschau. Er hat drei Bücher veröffentlicht (1996, 1998, 2005) und veröffentlicht Artikel im Bereich Bibliotheksgeschichte und Handschriftenwesen.